# John Nathan Hostettler
John Nathan Hostettler (ur. 19 lipca 1961 w Evansville, Indiana) – amerykański polityk, członek Partii Republikańskiej. W latach 1995–2007 był przedstawicielem stanu Indiana w Izbie Reprezentantów Stanów Zjednoczonych z ósmego okręgu wyborczego.